# マイリトルポニー: 新しい世界
『マイリトルポニー: 新しい世界』（My Little Pony: A New Generation）は、2021年に公開・配信された、コンピュータアニメーションによるファンタジーコメディ映画。

## ストーリー
『マイリトルポニー〜トモダチは魔法〜』から何年も経ち、友情と調和に関するトワイライト・スパークルの教えは、妄想と不信に置き換えられ、3種類のポニー（アースポニー、ペガサス、ユニコーン）たちは互いに離れて暮らしていた。アースポニーの町・メアタイムベイで、アーガイル・スターシャインはトワイライト・スパークルとその仲間たちの物語を「3種類のポニーたちを再会させる」という夢を受け継いだ幼い娘のサニー・スタースカウトに語る。
ある日、サニーが成長した後、イジー・ムーンボウという名前の失われたユニコーンがメアタイムベイをさまよっていた。町の住民はパニックになり、イジーは敵対的な侵略者であると感じていた。サニーはユニコーンと友達たちになる機会として、彼女の家にイジーを避難させた。イジーはユニコーンたちが彼らの突然の失踪に続き、もはや魔法の力を持っていないことを彼女に明らかにする。彼女たちは冒険に乗り出し、土地に魔法を回復するという使命を持ってエクエストリアを旅することを決意する。

## 主なキャラクター
サニー・スタースカウト（Sunny Starscout）
主人公。ローラースケートが好きで、3種類すべてのポニーたちと仲良くしたい冒険的なアースポニー。
イジー・ムーンボウ（Izzy Moonbow）
エネルギッシュで好奇心旺盛なユニコーン。クラフトが大好き。
ヒッチ・トレイルブレイザー（Hitch Trailblazer）
親切で勤勉な保安官であるアースポニー。
ピップ・ペタルス（Pipp Petals）
ペガサス姫。才能のあるポップ・アイコンであり、彼女の音楽で他のポニーたちを楽しませるのが大好き。
ジップ・ストーム（Zipp Storm）
ピップの姉、反抗的なペガサス王女。陸上競技と科学が好き。
フィリス・クローバーリーフ（Phyllis Cloverleaf）
ピンク色のアースポニー。仲間のアースポニーたちを「安全でスタイリッシュ」に保つための製品を専門とする。
クイーン・ヘイヴン（Queen Haven）
ペガサス。ピップとジップの母。
スプラウト・クローバーリーフ（Sprout Cloverleaf）
本作のメインヴィラン。アースポニー。ヒッチの次将。怠惰で傲慢で日和見主義的な性格。
アルファビットル（Alphabittle）
灰白ユニコーンスタリオン。
アーガイル・スターシャイン（Argyle Starshine）
サニーの父。トワイライトスパークルと彼女の友達について語った。サニーが大人になった現在は故人となっている。

## キャスト
| 役名                         | 原語版声優                 | 日本版声優                          |
| ---------------------------- | -------------------------- | ----------------------------------- |
| サニー・スタースカウト       | ヴァネッサ・ハジェンズ     | 水野貴以                            |
| イジー・ムーンボウ           | キミコ・グレン             | 川井田夏海                          |
| ヒッチ・トレイルブレイザー   | ジェームズ・マースデン     | 武内駿輔                            |
| ピップ・ペタルス             | ソフィア・カーソン         | 壹岐紹未                            |
| ジップ・ストーム             | ライザ・コシ               | おまたかな                          |
| フィリス・クローバーリーフ   | エリザベス・パーキンス     | かとうあずさ                        |
| クイーン・ヘイヴン           | ジェーン・クラコウスキー   | 杏寺円花                            |
| スプラウト・クローバーリーフ | ケン・チョン               | バトリ勝悟                          |
| アルファビットル             | フィル・ラマール           | 藤井雄太                            |
| アーガイル・スターシャイン   | マイケル・マッキーン       | ケンコー                            |
| ズーム                       | ジリアン・ベロウ           | 吉元里謹                            |
| サンダー                     | アルトゥーロ・ヘルナンデス | 仁木祥太郎                          |
| トワイライトスパークル       | タラ・ストロング           | 塙真奈美                            |
| ピンキーパイ                 | アンドリア・リブマン       | 沼田智佳                            |
| アップルジャック             | アシュレイ・ボール         | 小川夏実                            |
| レインボーダッシュ           | アシュレイ・ボール         | 和泉忍                              |
| ラリティ                     | タバサ・セント・ジェルマン | 田端佑佳奈                          |
| フラッターシャイ             | アンドリュー・リブマン     | 尾崎未來                            |
| ダズル                       | ヘザー・ランゲンカンプ     | 南真由                              |
| 女性シンガー                 | 不明                       | 可知寛子                            |
| コーラス                     | 不明                       | 新井雄也 金子大介 荒井小夜子 泉佳奈 |

## 公開
中国、台湾、シンガポール、ロシアを除く世界諸地域においてNetflixが独占配信した。

## 続編
本作の劇場公開がキャンセルされたことを受け、ハズブロとNetflixは続編シリーズ『マイリトルポニー: キューティマークに夢のせて』の配信を発表し、2022年9月にリリース予定であることが明かされた。2022年5月に最初の長編が、予定の9月にはシリーズとしての配信が開始された。
また、2022年4月6日より2Dアニメーションシリーズ『マイリトルポニー: おはなし聞かせて』もYouTubeにてリリースされている。
なお、以上2作は収録をカナダで行うため、声優もカナダ出身者に限定された。日本語吹替版の声優陣に変更はない。
| 役名                       | 原語版声優                   | 日本版声優 |
| -------------------------- | ---------------------------- | ---------- |
| サニー・スタースカウト     | ジェナ・ウォーレン           | 水野貴以   |
| イジー・ムーンボウ         | アナ・サニ                   | 川井田夏海 |
| ヒッチ・トレイルブレイザー | J.J・ガーバー                | 武内駿輔   |
| ピップ・ペタルス           | AJ・ブライデル               | 壹岐紹未   |
| ジップ・ストーム           | マイトレイ・ラマクリシュナン | おまたかな |